# Орелі Мюллер
Орелі Мюллер (7 червня 1990 , Сарргемін ) — французька плавчиня, триразова чемпіонка світу.